# مونكي دي دراغون
مونكي دي دراغون،(باليابانية: モンキー・D・ドラゴン)، هي شخصية وهمية والطرف الرئيسي في أنمي وسلسلة مانغا ون بيس التي أنشأتها إييتشيرو أودا. هو قائد الجيش الثوري، يسعى إلى إسقاط التنانين السماوية بهدف الحرية. هو عدو الحكومة الأكبر وأخطر المطلوبين في العالم.
دراغون رجل غامض، أرادت حكومة العالم ان تترصد تحركاته بشكل كامل ولكن لم يستطيعوا أن يعثروا على أي أثر يدل على المكان الذي ظهر منه.

## مظهره
دراغون يرتدي عباءة طويلة خضراء اللون، ويملك شعر طويل نوعاً ما، وعلى وجهه وشم أشبة بوشم القبيلة على الجانب الأيسر على وجهه وهذا حصل (بعد إعدام ملك القراصنة جولد دي روجر)، لون الوشم أحمر داكن، كذلك هو لا يملك حاجبين، وبعد إعدام ملك القراصنة غولد دي روجر أصبح يملك شعر خفيف على ذقنه، ودائماً ما يغلب على وجهه ابتسامة شريرة، إلا في إعدام ملك القراصنة غولد دي روجر فقد وضحت على وجهه معالم الجدية، ويلحظ تغير في مظهر دراغون بعد موت ملك القراصنة غولد دي روجر.

## عائلته
دراغون من عائلة الدي، والده مونكي دي غارب «بطل البحرية» وابنه مونكي دي لوفي «قرصان»، دراغون يهتم لعائلته كثير فهو يراقب ابنه كثير حتى انه أنقذه من باجي الذي كاد يقوم بإعدامه في لوغ تاون وأوقف سموكر عن اعتقال لوفي.
ولا أحد يعرف إن كانت تلك العاصفة من قدراته أو من الهاكي الملكي حيث أرسل ابنه إلى خط الغراند لاين.

## الثوار
الجيش الثوري هو عدو حكومة العالم، القراصنة عادة لا يحاولون التواجه مع حكومة العالم ولكن حالياً هنـآك قوة تقف في وجه حكومة العالم بشكل صريح ذلك هو الجيش الثوري والرجل الذي يتزعمه هو مونكي دي دراغون.
وفي الوقت الحالي في كل أرجاء العالم ينتشر هذا الفكر الثوري وذلك بتشجيع الدول للتخلي عن حكومة العالم لذا اسقط هذا الجيش كم كبير من الدول، وكمـا كان يتوقع دراغون قائد الجيش الثوري ان يثير غيض الحكومة وبالفعل ثار غيضها واعتبرته الرأس المدبر لتلك الفوضى

## أعداؤه
دراغون لا يحمل الضغينة إلا لحكومة العالم والتنانين السماوية. لم يظهر انه له أعداء إلا الحكومة العالمية، يبدو أن دراغون له أعداء في البحرية حيث أن ولأسباب مجهولة الأدميرال ساكازوكي (أكاينو) يكره دراغون، حيث إصراره على قتل لوفي في حرب المارين فورد ولا يدعو لوفي إلا بابن دراغون.

## أتباعه
دراغون لديه الكثير من الاتباع، ظهر 10 من اتباعه في المانغا اما الباقي لم يذكر اسمائهم.
- ايفانكوف: هو ملك مملكة كامباكا وأحد رفاق مونكي دي دراغون وأحد قادة الجيش الثوري. على ما يبدو هو يفهم عادة مونكي دي دراغون عندما تهب الرياح ينظر باتجاه أيست بلو كما لو إنهُ مشتاق إلى وطنه، يملك فاكهة شيطان من نوع البرميسيا وهي هورم هورم نو مي فاكهة الهرمون.
- بارثلوميو كوما: الطاغية كوما، الجائزة التي كانت على رأسه من قبل تبلغ 296.000.000 بيلي، وكان حاضرا مع ميهوك ودوفلامنغو، في اجتماع خاص للشيتشبوكاي للتحدث عن البديل للسير كروكودايل الذي هزم في ارابستا من قبل لوفي، من الممكن ان اودا يقصد به القرصان القديم بارثاليمو روبرتس. كوما كلمة يابانية تعني «دب» وكوما متعدد النسخ قامت الحكومة بنسخه عدة نسخ لكن كوما الأصلي توجد في يديه علامة مثل يد القطة والمنسوخ يكون شعاع الضوء في فمه. وهو وإن كان يظهر أنه مع الحكومة، إلا أنه في الحقيقة متعاون مع جيش الثوار الذي يقوده دراغون [ والد لوفي ]، وعلى الأرجح أنه تعهد بمساعدته [أي لوفي]، لذا نراه يساعده في كل مرة وإن كان لا يبدي ذلك.لكن انضم انضمام كامل إلى الحكومة قبل حرب القمة بسبب عملية جراحية لسبب مجهول؟ كوما يمتلك فاكهة الضغط، ويقال أنه قادر على صنع قنابل نووية تدمر الجزر كما حدث في ثلير بارك.
- اينازوما ريوما: التابع الذي تحت قيادة إيفانكوف. يمتلك فاكهة المقص تمكنه من قص كل شيء على أنه قطعة من ورقه، دائم ما يكون معه كأس من نبيذ فاخر.
- سابو(ون بيس): شقيق مونكي دي لوفي وايس (بالتبني). رئيس اركان الجيش الثوري، يمتلك فاكهة ميرا ميرا نومي (النار) التي حصل عليها بعد موت اخيه ايس، وهو يمتلك قوة هائله حيث انه رقم 2 في الجيش الثوري.
- مورلي: قائد الجيش الغربي، يحمل معه رمح ضخم ويستطيع أيضاً التنقل داخل الأرض.
- بيلو بتي: قائدة الجيش الشرقي، لديها قدرة فاكهة شيطانية (نشاط نشاط) يمكنها إيقاظ القوة الداخلية لكل شخص عن طريق تلويح واحد لعلمها، هي حاملة راية الحرية.
- ليندبرج: قائد الجيش الجنوبي، هو مخترع لديه الكثير من الاختراعات.
- كاراسو: قائد الجيش الشمالي، لديه قدرة تمكنه من التحكة بالغربان، لديه وجه شبيه بالغراب.
- كوالا: ظهرت مع سابو وهاك، متقنة لفن الكارتية للبرمائي مع إنها إنسانة، إنضمت للثوار من أجل شعب البرمائيين.
- هاك: برمائي، معلم لفن الكارتية للبرمائيين.. ظهر مع سابو.

## وصلات خارجية
- مونكي دي دراغون في موسوعة ون بيس